# Рогавка
Рогавка (Роґавка, пол. Rogawka) — село в Польщі, у гміні Сім'ятичі Сім'ятицького повіту Підляського воєводства. Населення — 237 осіб (2011).

## Історія
Вперше згадується 1537 року.
У 1975—1998 роках село належало до Білостоцького воєводства.

## Демографія
Демографічна структура станом на 31 березня 2011 року:
|          | Загалом | Допрацездатний вік | Працездатний вік | Постпрацездатний вік |
| -------- | ------- | ------------------ | ---------------- | -------------------- |
| Чоловіки | 113     | 19                 | 63               | 31                   |
| Жінки    | 124     | 21                 | 53               | 50                   |
| Разом    | 237     | 40                 | 116              | 81                   |

## Релігія
На сільському цвинтарі міститься дерев'яна церква Святого Шимона Стовпника 1858 року, яка є філією парафії Сім'ятич. Біля церкви розташована дерев'яна дзвіниця.